# Nova Vulgata
La Nova Vulgata (Nova Vulgata Bibliorum Sacrorum Editio), también llamada Neo-Vulgata, es la edición latina oficial de la Biblia publicada por la Santa Sede para su uso en el Rito romano contemporáneo. No es una edición crítica de la histórica Vulgata de San Jerónimo, sino una revisión del texto destinado a concordar con los textos críticos modernos de hebreo y griego y producir un estilo más cercano al latín clásico. En consecuencia, introduce muchas lecturas que no se admiten en ningún manuscrito antiguo de la Vulgata; pero que proporcionan una traducción más precisa de los textos en idiomas originales al latín.
El Concilio Vaticano II en Sacrosanctum Concilium ordenó una revisión del salterio latino de acuerdo con los estudios textuales y lingüísticos modernos, al tiempo que conserva o refina su estilo cristiano latino. En 1965, el papa Pablo VI nombró una comisión para revisar el resto de la Vulgata siguiendo los mismos principios. La Comisión publicó su trabajo en ocho secciones anotadas, invitando a las críticas de los estudiosos católicos a medida que se publicaban las secciones. El salterio latino fue publicado en 1969; El Nuevo Testamento se completó en 1971 y toda la Nova Vulgata se publicó como una edición de un solo volumen por primera vez en 1979.
El texto fundamental de la mayor parte del Antiguo Testamento es la edición crítica realizada por los monjes de la abadía benedictina de San Jerónimo bajo el papa Pío X . El texto fundamental de los libros de Tobías y Judit son de manuscritos de Vetus Latina en lugar de Vulgata. El Nuevo Testamento se basó en la edición de 1969 de la Vulgata de Stuttgart y, por lo tanto, en la Vulgata de Oxford. Todos estos textos de base fueron revisados de acuerdo con las ediciones críticas modernas en griego, hebreo y arameo. También hay una serie de cambios en los que los estudiosos modernos sintieron que San Jerónimo no había logrado captar el significado de los idiomas originales, o que lo había interpretado de manera oscura.
La Nova Vulgata no contiene algunos libros encontrados en las ediciones anteriores, pero omitidos por el canon promulgado por el Concilio de Trento , a saber, la Oración de Manasés, el Libro 3 y 4 de Esdras y la epístola a los laodicenses.
En 1979, después de décadas de preparación, la Nova Vulgata fue publicada y promulgada como la versión latina oficial actual de la Iglesia católica en la Constitución Apostólica Scripturarum Thesaurus promulgada por el papa Juan Pablo II. La Nova Vulgata es la traducción utilizada en las últimas ediciones del Leccionario Romano, Liturgia de las Horas y Ritual Romano.
Una segunda edición fue publicada en 1986; esta segunda edición añadió un prefacio para el lector, una Introducción a los principios utilizados en la producción de la Nova Vulgata, así como un apéndice que contiene 3 documentos históricos del Concilio de Trento y la Vulgata Sixtina Clementina. Además, la segunda edición incluye las notas al pie del texto latino que se encuentra en las 8 secciones anotadas publicados antes de 1979; También reemplaza las pocas apariciones de la forma Iahveh, al traducir el tetragrámaton, a Dominus, de acuerdo con una antigua tradición.
La Nova Vulgata ha sido criticada por aquellos que la consideran como en algunos versos del Antiguo Testamento una nueva traducción en lugar de una revisión de la obra de San Jerónimo. Además, algunas de sus lecturas no son familiares para quienes están acostumbrados a la Vulgata Sixtina Clementina. Los católicos tradicionales se oponen a la Nova Vulgata porque, según su punto de vista, carece de soporte de manuscritos en latín y rompe con la tradición histórica de adoración de la Iglesia.
En 2001, la Congregación para el Culto Divino y la Disciplina de los Sacramentos de la Santa Sede publicó la instrucción "Liturgiam Authenticam", en donde se precisa (n. 24) que las traducciones no deben hacerse desde la Nova Vulgata, sino que "deben hacerse directamente de los textos originales, es decir, el latín, con respecto a los textos de composición eclesiástica, o el hebreo, arameo, o griego, según sea el caso, con respecto a los textos de la Sagrada Escritura [.] "Por lo tanto, la instrucción no recomienda una traducción de la Biblia o de la liturgia basada en el latín Nova Vulgata; la NV simplemente debe usarse como una "herramienta auxiliar" (n. 24)